# Варварівська сільська рада (Славутський район)
Варва́рівська сільська́ ра́да — адміністративно-територіальна одиниця та орган місцевого самоврядування у Славутському районі Хмельницької області. Адміністративний центр — село Варварівка.

## Загальні відомості
Варварівська сільська рада утворена в 1945 році.
- Територія ради: 54,75 км²
- Населення ради: 866 осіб (станом на 2001 рік)
- Територією ради протікає річка Горинь

## Населені пункти
Сільській раді підпорядковані населені пункти:
- с. Варварівка
- с. Голики

## Склад ради
Рада складається з 14 депутатів та голови.
- Голова ради: Конченко Василь Сергійович
- Секретар ради: Кравченко Наталія Іванівна

### Керівний склад попередніх скликань
| Прізвище, ім'я, по батькові | Основні відомості                                                 | Дата обрання | Дата звільнення |
| --------------------------- | ----------------------------------------------------------------- | ------------ | --------------- |
| Конченко Василь Сергійович  | Сільський голова, 1967 року народження, освіта вища               | 26.03.2006   | 31.10.2010      |
| Конченко Василь Сергійович  | Сільський голова, 1967 року народження, освіта вища, безпартійний | 31.10.2010   |                 |

Примітка: таблиця складена за даними сайту Верховної Ради України

### Депутати
За результатами місцевих виборів 2010 року депутатами ради стали:

#### За суб'єктами висування
| Суб'єкт висування                 | Кількість обраних депутатів | %    |
| --------------------------------- | --------------------------- | ---- |
| Комуністична партія України       | 4                           | 28,6 |
| Народна партія                    | 4                           | 28,6 |
| Самовисування                     | 4                           | 28,6 |
| Єдиний Центр                      | 1                           | 7,1  |
| Політична партія «Сильна Україна» | 1                           | 7,1  |

#### За округами
| № округу                          | Прізвище, ім'я, по батькові   | Дата визнання обраним | Освіта             | Партійна приналежність                  | Відомості про обраного депутата                        |
| --------------------------------- | ----------------------------- | --------------------- | ------------------ | --------------------------------------- | ------------------------------------------------------ |
| Єдиний Центр                      |                               |                       |                    |                                         |                                                        |
| 3                                 | Піскун Оксана Володимирівна   | 01.11.2010            | вища               | член Єдиного Центру                     | Варварівський навчально-виховний комплекс, вчитель     |
| Комуністична партія України       |                               |                       |                    |                                         |                                                        |
| 10                                | Бондарук Тетяна Михайлівна    | 01.11.2010            | вища               | позапартійна                            | Школа № 9, м. Славута, бухгалтер                       |
| 11                                | Новак Лідія Іванівна          | 01.11.2010            | середня            | позапартійна                            | Магазин, с. Голики, продавець                          |
| 13                                | Мельник Оксана Іванівна       | 01.11.2010            | вища               | член Комуністичної партії України       | Варварівська сільська рада, бухгалтер                  |
| 14                                | Мамчур Марія Іванівна         | 01.11.2010            | середня спеціальна | позапартійна                            | Магазин, с. Голики, продавець                          |
| Народна Партія                    |                               |                       |                    |                                         |                                                        |
| 4                                 | Піскун Галина Панасівна       | 01.11.2010            | середня спеціальна | позапартійна                            | Бібліотека, с. Голики, бібліотекар                     |
| 5                                 | Кравченко Наталія Іванівна    | 01.11.2010            | незакінчена вища   | член Народної партії                    | Варварівський навчально-виховний комплекс, бібліотекар |
| 6                                 | Мох Лідія Іванівна            | 01.11.2010            | вища               | позапартійна                            | Варварівська сільська рада, секретар                   |
| 7                                 | Конченко Сергій Юрійович      | 01.11.2010            | вища               | член Народної партії                    | Голицьке лісництво, лісник                             |
| Політична партія «Сильна Україна» |                               |                       |                    |                                         |                                                        |
| 2                                 | Нечипоренко Оксана Василівна  | 01.11.2010            | вища               | член Політичної партії «Сильна Україна» | Поштове відділення, завідувачка                        |
| Самовисування                     |                               |                       |                    |                                         |                                                        |
| 1                                 | Миколайчук Тетяна Миколаївна  | 01.11.2010            | середня            | позапартійна                            | Клуб, с. Голики, завідувачка                           |
| 8                                 | Мартинюк Любов Федорівна      | 01.11.2010            | вища               | позапартійна                            | Варварівський навчально-виховний комплекс, директор    |
| 9                                 | Островська Олена Іванівна     | 01.11.2010            | вища               | позапартійна                            | Варварівська сільська рада, бухгалтер                  |
| 12                                | Лобунець Сергій Володимирович | 01.11.2010            | середня            | позапартійний                           | приватний підприємець                                  |

## Господарська діяльність
Основним видом господарської діяльності сільської ради є сільськогосподарське виробництво.

## Населення
Згідно з переписом УРСР 1989 року чисельність наявного населення сільської ради становила 1140 осіб, з яких 512 чоловіків та 628 жінок.
За переписом населення України 2001 року в сільській раді мешкали 854 особи.

### Мова
Розподіл населення за рідною мовою за даними перепису 2001 року:
| Мова       | Відсоток |
| ---------- | -------- |
| українська | 98,85 %  |
| російська  | 0,81 %   |
| німецька   | 0,12 %   |
| інші       | 0,22 %   |